# 137 Dywizja Strzelecka (ZSRR)
137 Dywizja Strzelecka (ros. 137-я стрелковая дивизия) – związek taktyczny (dywizja) Armii Czerwonej.
Sformowana w 1939 w Arzamasie. Po niemieckiej inwazji na ZSRR przerzucona na zachód. Broniła Smoleńska i Moskwy, walczyła pod Orłem. Forsowała Dniepr i Narew. Wojnę zakończyła w obwodzie królewieckim.